# 石之繭
《石之繭》，2015年8月16日至同年9月13日於日本收費電視臺WOWOW「連續劇W」時段每週日播出的電視連續劇，改編自麻見和史的犯罪推理小說《警視廳搜査一課十一係系列》中的第一作《石之繭》，由木村文乃主演。

## 概要
一心承襲已故的刑警父親如月功（仲村亨 飾）的如月塔子（木村文乃 飾），亦以刑警為職志而進入了警視廳捜査一課。
某日，在一處廢棄的地下室中，發現了一具被灌入灰泥的屍體。兇手為何以此種兇殘的手法殺害被害者？警視廳搜查一課為此案召開了搜查會議。會議中，以天文學家「托勒密」為化名的兇手打電話進搜查會議，並指定由女性刑警接聽電話，塔子因而代表搜查一課與其對話。在對話過程中，警方確認了塔子的推理為正確線索，而兇手並於此同時發出了將會繼續犯案的預告。
究竟兇手的殺人動機？為何要用水泥犯案？幾位被害者的共通點為何？調査進行的過程中，兇手真正的意圖浮上了檯面……。

## 登場人物
- 註：括弧中表「劇中年齡」

### 主要角色
- 如月塔子：木村文乃

搜查一課十一組的菜鳥女刑警
- 如月功（39）：仲村亨

塔子的父親，已過世
- 鷹野秀昭（32）：青木崇高

警視廳搜查一課十一組主任，塔子的上司
- 門脇仁志（41）：平岳大（日语：平岳大）

警視廳搜查一課十一組，殺人事件專案小組成員
- 德重英次（57）：北見敏之（日语：北見敏之）

警視廳搜查一課十一組，殺人事件專案小組成員
- 尾留川圭介（29）：小柳友

警視廳搜查一課十一組，殺人事件專案小組成員
- 早瀨泰之（52）：渡邊一惠

警視廳搜查一課十一組組長
- 神谷太一（57）：段田安則（日语：段田安則）

警視廳搜查一課課長

### 其他角色
- 橫井：古川雄輝
- 如月厚子（53）：神野三鈴（日语：神野三鈴）

## 幕後團隊
- 劇本：渡邊謙作（日语：渡辺謙作）
- 配樂：諸橋邦行
- 導演：內片輝（日语：内片輝）
- 製作出品：WOWOW電視台

## 播出日程
| 集數  | 播出日  | 導演   |
| ----- | ------- | ------ |
| 第1集 | 8月16日 | 內片輝 |
| 第2集 | 8月23日 | 內片輝 |
| 第3集 | 8月30日 | 內片輝 |
| 第4集 | 9月06日 | 內片輝 |
| 第5集 | 9月13日 | 內片輝 |

## 外部連結
- 《石之繭》WOWOW電視台官方網站 （页面存档备份，存于）

| WOWOW 連續劇W                     | WOWOW 連續劇W                                  | WOWOW 連續劇W |
| --------------------------------- | ---------------------------------------------- | ------------- |
|                                   | 石之繭 （2015.8.16 - 2015.9.13）               |               |
| 死之臟器 （2015.7.12 - 2015.8.9） | 殿 山一證券 最後的12人 （2015.9.20 - 2015.10） |               |